# Transformers - Il risveglio
Transformers - Il risveglio (Transformers: Rise of the Beasts) è un film del 2023 diretto da Steven Caple Jr.
Basato sulla linea di giocattoli Transformers, rappresenta il settimo capitolo della serie cinematografica Transformers e il sequel di Bumblebee.
Il film, scritto da Joby Harold, Darnell Metayer, Josh Peters, Erich Hoeber e Jon Hoeber, viene interpretato da Anthony Ramos e Dominique Fishback ed è incentrato sulle vicende di Optimus Prime e degli Autobot nel 1994 tra New York e il Perù e sul loro primo incontro con Optimus Primal e i Maximal.
La pellicola è principalmente influenzata dalla trama della serie animata Rombi di tuono e cieli di fuoco per i Biocombat e del suo sequel diretto Beast Machines: Transformers. 

## Trama
Il pianeta natale dei Maximal, una razza avanzata di Cybertroniani con modalità animale che si sono evoluti su un pianeta giungla colonizzato da altri Transformers molto tempo fa, viene attaccato dall'oscuro e malvagio dio del caos e divoratore di pianeti, chiamato Unicron. I suoi araldi, i Terrorcon, ed un esercito di droni Predacon, guidati da Scourge, cercano di ottenere per il loro padrone il più grande pezzo di tecnologia dei Maximal, la Chiave a Transcurvatura, che può aprire portali attraverso lo spazio e il tempo con infiniti mondi da distruggere. Il leader dei Maximal, Apelinq, si sacrifica lottando contro Scourge per permettere agli altri Maximal di fuggire dal pianeta prima che Unicron lo divori. Ora sotto il comando di Optimus Primal, i Maximal usano la chiave per fuggire sul pianeta Terra.
Nel 1994 a Brooklyn, l'ex esperto di elettronica militare Noah Diaz fatica a trovare un lavoro per mantenere la sua famiglia, ed il fratello minore Kris necessita di cure mediche essendo affetto da anemia falciforme. Dopo un colloquio rifiutato, viene convinto dal suo amico Reek a rubare una Porsche da poter rivendere, solo per scoprire che l'auto in realtà è l'Autobot Mirage sotto mentite spoglie. Allo stesso tempo, la stagista del museo Elena Wallace, stanca di lavori umili e del fatto che gli altri si prendano il merito dei suoi lavori, studia senza permesso un'antica statua di un falco con il simbolo Maximal, finendo con l'aprirla per rivelare la chiave nascosta all'interno. La chiave rilascia un impulso di energia che viene rilevato da Optimus Prime, il quale convoca gli altri Autobot, Arcee e Bumblebee; Mirage viene contattato nel bel mezzo del tentativo di furto da parte di Noah, riesce poi a liberarsi della polizia che insegue il "ladro" a bordo di lui e quest'ultimo finisce per essere coinvolto nella missione dei robot volta a recuperare la chiave in modo da poterla usare per tornare al loro pianeta natale, Cybertron; in cambio Mirage accetta di farsi vendere, lasciare a Noah il denaro ricavato e scappare. Durante il viaggio al museo Mirage confessa a Noah che Optimus, il quale diffida degli umani, si sente in colpa per aver bloccato gli Autobot sulla Terra.
Attirati dalla firma della chiave, i Terrorcon arrivano sulla Terra e attaccano il museo. Noah, provando a trafugare la Chiave, trova Elena ed entrambi si ritrovano coinvolti nel conflitto tra robot. Scourge uccide Bumblebee che cercava di salvare Optimus, e ruba la chiave prima che arrivi la Maximal Airazor e lo scacci. Airazor spiega agli Autobot che i Maximal si sono nascosti sulla Terra per migliaia di anni e hanno diviso in due la Chiave per tenerla fuori dalle mani di Unicron. Difatti poco dopo Scourge, contattato da Unicron, scopre che la chiave non è completa e il dio furibondo lo spedisce alla ricerca dell'altra metà.
Nonostante il pericolo, Optimus insiste affinché la chiave venga riassemblata in modo che gli Autobot possano usarla per tornare a casa, mentre Noah complotta segretamente per distruggerla e mantenere così il suo mondo al sicuro. Gli studi di Elena le permettono di dedurre che l'altra metà della chiave deve trovarsi in un tempio nascosto in Perù, così il gruppo vi si dirige a bordo di Stratosphere, il quale come modalità veicolo si trasforma in un grande aeroplano cargo Fairchild C-119 Flying Boxcar. A Machu Picchu incontrano l'Autobot Wheeljack, stanziato là, che li conduce a una chiesa; qui Elena e Noah, traducendo dei geroglifici, entrano in un tempio nascosto sottoterra, sotto il cortile, ma scoprono che l'altra metà della chiave non è più nell'arca di pietra recante il marchio dei Maximal.
I Terrorcons attaccano ancora una volta e la battaglia finisce con Scourge che corrompe Airazor con l'energia oscura di Unicron. Successivamente, gli Autobot giunti nella giungla incontrano Optimus Primal e gli altri Maximal, i quali spiegano loro di aver spostato la seconda metà della chiave, affidandola a una tribù umana con la quale hanno lavorato nel corso dei millenni. La corruzione di Scourge finisce con il soverchiare Airazor, per cui Scourge rintraccia il gruppo; Airazor nel frattempo finisce con l'attaccare i suoi compagni in preda alla corruzione e, Primal è costretto a portarla offline per salvare Elena. Nel caos, Noah tenta di distruggere la seconda metà della chiave con un'arma lasciatagli precedentemente da Mirage, ma la ragazza lo ferma, solo per essere invece rubata da Scourge, che poi riassembla le due metà in cima a un vulcano, aprendo un portale attraverso il quale presto arriverà Unicron.
Vedendo dove li hanno portati i loro motivi egoistici, Optimus e Noah accettano di lavorare insieme e raggiungono il ponte. Mentre gli Autobot e i Maximal combattono i Terrorcon e i Predacon, Noah ed Elena si intrufolano presso il quadro comandi in cui la Chiave sta operando, progettando di disattivarla con un codice di accesso che Elena ha scoperto dalla statua e nella tomba. Nella battaglia finale Mirage viene gravemente ferito da Scourge, ma trasforma il suo corpo danneggiato in una tuta potenziata per Noah in modo che possano combattere insieme. L'impulso di energia rilasciato dalla chiave attiva un deposito di Energon dormiente sotto la valle, che infonde energia al corpo di Bumblebee (avendolo portato dietro nella speranza di ripararlo) e lo riporta in vita, ed il suo risveglio cambia le sorti della battaglia. Optimus uccide Scourge, ma il loro combattimento finisce per distruggere la consolle di controllo, il che significa che il portale non può più essere disattivato. Disposto a sacrificarsi, Prime distrugge la chiave e fa crollare il portale, ma Noah e Primal riescono a evitare che sia risucchiato nel vortice che implode. Le due fazioni, ormai bloccate sulla Terra, sospettano che Unicron sia sopravvissuto, ma lo affronteranno in caso ritorni.
All'indomani del conflitto, dopo essere tornati a casa, Elena riceve il riconoscimento per aver scoperto il tempio in Perù, mentre Noah partecipa a un colloquio per un lavoro di sicurezza: scopre di essere effettivamente invitato a unirsi all'organizzazione governativa segreta, che ha scoperto cos'è successo in Perù, è a conoscenza della presenza dei robot ed è disposta a pagare le cure per Kris: il G.I. Joe.
In una scena a metà dei titoli di coda, Noah riesce a riparare Mirage.

## Personaggi
| Nome del Trasformers           | Classificazione | Doppiatori             |
| ------------------------------ | --------------- | ---------------------- |
| Optimus Prime                  | Autobot         | Peter Cullen           |
| Bumblebee                      | Autobot         |                        |
| Mirage                         | Autobot         | Pete Davidson          |
| Arcee                          | Autobot         | Liza Koshy             |
| Wheeljack                      | Autobot         | Cristo Fernàndez       |
| Stratosphere                   | Autobot         | John DiMaggio          |
| Transit (Personaggio tagliato) | Decepticon      | John DiMaggio          |
| Unicron                        |                 | Colman Domingo         |
| Scourge                        | Terrorcon       | Peter Dinklage         |
| Battlerap                      | Terrorcon       | David Sobolov          |
| Nightbird                      | Terrorcon       | Michaela Jaé Rodriguez |
| Apelinq                        | Maximal         | David Sobolov          |
| Optimus Primal                 | Maximal         | Ron Perlman            |
| Airazor                        | Maximal         | Michelle Yeoh          |
| Cheetor                        | Maximal         | Tongayi Chirisa        |
| Rhinox                         | Maximal         |                        |

## Produzione

### Sviluppo
Concepito inizialmente come sequel di Bumblebee (2018), visto il successo del film, avrebbe dovuto vedere il ritorno di Travis Knight alla regia. Nel gennaio 2020, la Paramount Pictures ha affermato di star lavorando a due diversi film di Transformers, uno scritto da James Vanderbilt e un altro scritto da Joby Harold. A novembre Steven Caple Jr. è stato assunto per dirigere la sceneggiatura di Harold, in seguito rivelato con il titolo provvisorio Transformers: Beast Alliance, suggerendo l'introduzione di personaggi del franchise di Beast Wars (Biocombat). Nel 2020 Paramount ha comunicato il titolo ufficiale Transformers: Rise of the Beasts (rivelando di essere sia un sequel di Bumblebee che un film di Beast Wars in uno), e confermando che avrebbe introdotto i Terrorcon, i Maximal e i Predacon. Gli effetti visivi sono stati affidati alla Moving Picture Company e Weta FX e non alla Industrial Light and Magic, che aveva curato tutti i film precedenti. Il prodotto finale è di fatto un seguito di Bumblebee, ambientato 7 anni dopo. Non è ancora chiaro se il film è effettivamente un antefatto del primo film, date le numerose incongruenze con gli eventi dei film precedenti a Bumblebee (come ad esempio che nel primo film gli Autobot atterrano sul pianeta per la prima volta e hanno pressoché nessuna conoscenza della vita umana) oltre al cast composto da personaggi che sparirebbero tra film senza alcun motivo (come, ad esempio, Mirage che appare in questa pellicola ma ritorna in Transformers 3 con voce, personalità e design completamente diversi. Stessa cosa con Arcee che riappare in Transformers 2).

### Casting
Nell'aprile 2021, Anthony Ramos è stato scelto per il ruolo principale nel film. Più tardi quel mese, Dominique Fishback è stato scritturato al fianco di Ramos. È stato anche rivelato che Darnell Metayer e Josh Peters erano stati assunti per riscrivere la sceneggiatura di Harold.
A giugno, l'attrice Lauren Vélez ha rivelato di avere un ruolo nel sequel. Nello stesso mese, Peter Cullen è stato confermato per tornare come Optimus Prime per il film e Ron Perlman è stato annunciato che avrebbe ripreso il ruolo di Optimus Primal. Nell'ottobre 2022, Caple Jr. ha rivelato che Michelle Yeoh e Pete Davidson daranno la voce rispettivamente ad Airazor e Mirage nel film.
Il 1º dicembre 2022 sono stati annunciati altri membri del cast vocale, composto da Peter Dinklage nei panni dell'antagonista del film Scourge, Michaela Jaé Rodriguez nei panni della Terrorcon Nightbird, Liza Koshy e Cristo Fernández nei panni di Arcee e Wheeljack e il ritorno dei doppiatori John DiMaggio e David Sobolov. DiMaggio presta la voce sia a Stratosphere mentre Sobolov, unico membro del cast della serie animata di Beast Wars, esprime sia il Maximal Rhinox che il Terrorcon Battletrap.

### Riprese
Le riprese principali sono iniziate il 7 giugno 2021 a Los Angeles. Le riprese si sono svolte anche a Machu Picchu, Montréal e Brooklyn. Il 20 ottobre è stato annunciato che le riprese erano ufficialmente terminate.
Il budget del film è stato di 200 milioni di dollari.

## Colonna sonora
Jongnic Bontemps fornirà la colonna sonora del film, dopo aver lavorato in precedenza con Caple al suo debutto alla regia, The Land. Bontemps è il terzo compositore della serie dopo Steve Jablonsky e Dario Marianelli.

## Distribuzione
Il film è stato distribuito nelle sale cinematografiche statunitensi a partire dal 9 giugno 2023 ed in quelle italiane il 7 giugno 2023.

## Accoglienza

### Incassi
Il film realizzato con un budget di 195 milioni di dollari ha incassato 157066392 $ negli Stati Uniti e Canada e 281900000 $ nel resto del mondo per un incasso totale di 438966392 $.
Al 2023 il film è il live-action sui Transformers che ha incassato di meno dell'intera saga.

### Critica
Il film ha ricevuto recensioni contrastanti dalla critica, ottenendo 51% su Rotten Tomatoes e 42/100 su Metacritic.